# Hymenolepis diminuta
Hymenolepis diminuta é uma espécie de platelminto da família Hymenolepididae. Sua prevalência é mundial, mas poucos casos humanos são reportados.